# Tradução amadora de jogos eletrônicos
Tradução amadora de jogos eletrônicos é a tradução não oficial de um jogo feita por fãs, sendo um dos tipos de modificação de jogos (ROM hacking) existentes.
Um dos primeiros registros de tradução foi a do jogo Snatcher, feito pelo Oasis Group em 1993. A prática começou a se popularizar com a introdução dos emuladores de consoles de jogos eletrônicos em especial jogos do gênero JRPG que nunca tinham sido lançados em outro idioma que não o japonês, em 1997 o grupo RPGe lançou a versão traduzida para o inglês de Final Fantasy V.